# Andrzej Fonfara (hokeista)

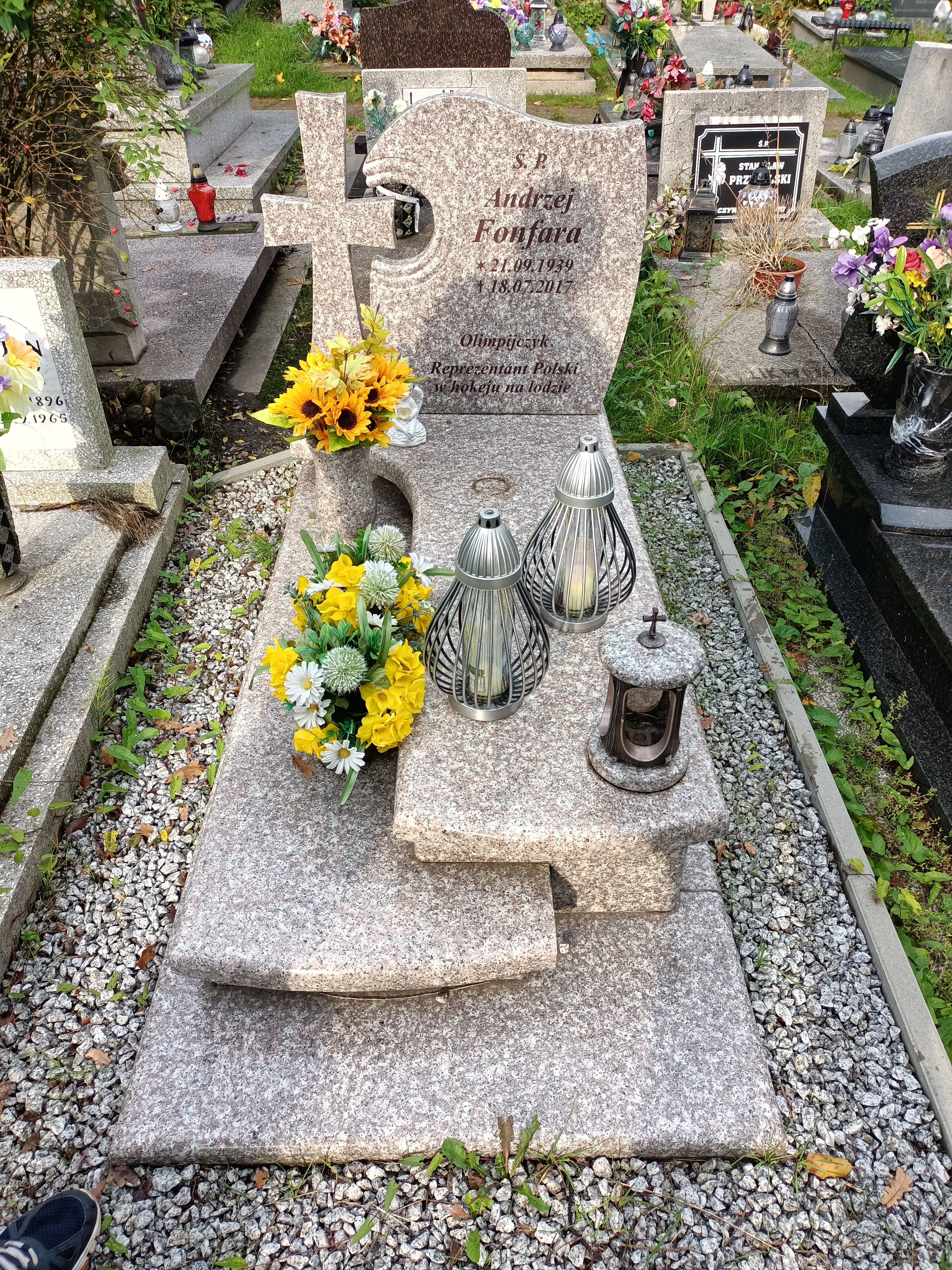
Grób hokeisty Andrzeja Fonfary na cmentarzu przy ul Sienkiewicza w Katowicach

Andrzej Fonfara (ur. 21 września 1939 w Katowicach, zm. 18 lipca 2017 tamże) – polski hokeista, olimpijczyk.
Środkowy napastnik Startu Katowice, GKS Katowice i GKS Jastrzębie. W latach 1959–1969 był zawodnikiem reprezentacji Polski, w której strzelił 54 bramki.
Był bratem Karola Fonfary.

## Sukcesy
- Złoty medal mistrzostw Polski: 1962, 1965, 1968, 1970 z GKS Katowice
- Srebrny medal mistrzostw Polski: 1967, 1969 z GKS Katowice
- Brązowy medal mistrzostw Polski: 1963, 1966 z GKS Katowice

## Odznaczenia
- Złoty Krzyż Zasługi (2000, za zasługi w działalności na rzecz rozwoju kultury fizycznej i sportu)[2]
- Złota odznaka PZHL